# چگونه مجرد باشیم
چگونه مجرد باشیم (به انگلیسی: How to Be Single) یک فیلم رمانتیک کمدی آمریکایی به کارگردانی کریستین دیتر و نویسندگی ابی کان و مارک سیلوراشتاین است. این فیلم بر پایه رمانی با همین نام نوشته لیز توکیلو می‌باشد. از بازیگران این فیلم می‌توان به داکوتا جانسون، ربل ویلسون، الیسون بری و لزلی من اشاره کرد. چگونه مجرد باشیم توسط وارنر برادرز در ۱۲ فوریه ۲۰۱۶ به نمایش درآمد.

## داستان
آلیس (داکوتا جانسون) موقتاً از دوست پسرش، جاش (نیکولاس براون) جدا می‌شود و به نیویورک سیتی می‌رود تا یک مشاور حقوقی شود. آن جا با خواهرش، مگ (لزلی من) که متخصص زنان و زایمان است، زندگی می‌کند. مگ اصلاً نمی‌خواهد بچه دار شود تا هیچ گونه رابطه‌ای با مردان داشته باشد. آلیس با همکارش، رابین (ربل ویلسون)، دوست می‌شود که از مهمانی و داشتن رابطه با مردها لذت می‌برد. دوست دیگر آن‌ها، تام هم که یک متصدی بار است این نوع زندگی مجردی را دوست دارد. تام در بار با لوسی (الیسون بری) آشنا می‌شود. او آنجا از اینترنت رایگان استفاده می‌کند و می‌گوید با استفاده از سایت‌های دوست یابی مختلف، می‌خواهد نیمه گمشده اش را پیدا کند.
آلیس با جاش ملاقات می‌کند تا به او بگوید که می‌خواهد رابطه‌شان را از سر بگیرند. جاش توضیح می‌دهد که این امکان وجود ندارد چون او با کس دیگری آشنا شده‌است. در همین زمان، مگ نظرش عوض شده و می‌خواهد با اسپرم اهدایی، بچه دار شود. او کمی بعد از اینکه لقاح مصنوعی موفقیت‌آمیزی انجام می‌دهد، با مرد جوانی به نام کن (جیک لیسی) آشنا می‌شود. اما بارداریش را از کن مخفی نگه می‌دارد.
در بار تام، لوسی در قرار گذاشتن ناموفق است. تام می‌فهمد که به لوسی حس دارد. درحالیکه مگ رابطه اش گرم می‌شود، آلیس هم چنان دنبال جاش است. سرانجام در یک مراسم، با مردی به نام دیوید (دیمن وینس جونیور) آشنا می‌شود.
لوسی که سه هفته است با مردی به نام پاول رابطه دارد، می‌فهمد او با زنان دیگری هم بوده و همه چیز بینشان تمام می‌شود. لوسی که بشدت بی تاب است سرکار گریه می‌کند. جورج (جیسون منتزوکاس) که از همکاران اوست، آرامش می‌کند و این دو وارد رابطه‌ای می‌شوند.
آلیس و رابین به مهمانی زمستانی جاش می‌روند. اما آلیس نمی‌تواند بودن جاش با دوست دختر جدیدش را تحمل کند. در راه با دیوید برخورد می‌کند و این دو وارد رابطه می‌شوند. سه ماه بعد، روزی دیوید شاهد تعامل و بازی آلیس با دخترش، فیبی، می‌شود، ناراحت می‌شود و به او یادآور می‌شود که او مادر فیبی نیست. رابطه این دو تمام می‌شود.
در روز سنت پاتریک، آلیس با جاش و والدینش برخورد می‌کند و آن‌ها بشدت خوشحال می‌شوند. لوسی به بار تام می‌رود و لباسی را به او نشان می‌دهد که می‌خواهد جلوی جورج بپوشد. تام بوضوح ناراحت می‌شود و از آلیس می‌خواهد باهم مست شوند. در نهایت برای پرت کردن حواس خود، باهم می‌خوابند. در همین زمان، کن می‌فهمد مگ باردار است و می‌خواهد در بزرگ کردن بچه شریک شود. اما مگ مایل نیست و رابطه آن‌ها تمام می‌شود.
بعداً، در مهمان تولد آلیس، رابین، تام، دیوید و جاش را بدون آگاهی آلیس دعوت کرده‌است. تام می‌خواهد احساساتش را نسبت به لوسی اعلام کند اما می‌فهمد او با جورج نامزد کرده‌است. جاش پیش آلیس می‌رود و همدیگر را می‌بوسند؛ اما آلیس می‌فهمد جاش نامزد کرده‌است و فقط می‌خواهد رابطه اش با او به خوبی تمام شود. آلیس، مگ را برای زایمان به بیمارستان می‌برد. کن به آنجا می‌آید و موفق می‌شود رابطه اش را با مگ از سر بگیرد.
در انتهای فیلم، آلیس نشان داده می‌شود که تنها زندگی می‌کند و مجرد است. تام در حال لوله‌کشی است. مگ و کن باهم خوشبخت هستند. رابین هم چنان به خوش گذرانی ادامه می‌دهد.

## بازیگران
- داکوتا جانسون درنقش الیس
- ربل ویلسون درنقش رابین
- الیسون بری در نقش لوسی
- لزلی من در نقش مگ
- نیکولاس براون[۵]
- جیسون منتزوکاس[۵]
- دیمن وینس جونیور
- کالین جست
- جیک لیسی درنقش کن
- اندرس هولم درنقش تام
- نیک بیتمن درنقش یک بازیگر
- لیلی کالینز
- عمران خان
- کارلا کِـوِدو

## تولید
در سال ۲۰۰۸، رمان چگونه مجرد باشیم نوشته لیز توکیلو منتشر شد. حقوق فیلم‌سازی از آن نیز همان سال توسط نیو لاین سینما خریداری شد. درو بریمور و نانسی جوونن از طریق فلاور فیلمز به عنوان تهیه‌کنندگان فیلم انتخاب شدند. ابی کان و مارک سیلوراشتاین برای اقتباس از رمان برگزیده شدند. در ۱۵ مارس ۲۰۱۱، اعلام شد که بریمور کارگردان این فیلم رمانتیک و کمدی نیز خواهد بود. در ۱۷ دسامبر ۲۰۱۳، نیولاین، کریستین دیتر را به عنوان کارگردان جایگزین کرد.
در ۲۴ فوریه ۲۰۱۴ صحبت از پیوستن لیلی کالینز به گروه شد. الیسون بری در ۱۹ ژوئن ۲۰۱۴ ملحق شد. داکوتا جانسون، ربل ویلسون و لزلی من هم در ۲۹ ژانویه ۲۰۱۵ به عنوان دیگر بازیگران انتخاب شدند. دیمون وینس جونیور در۶ مارس ۲۰۱۵ افزوده شد. جیسون منتزوکاس و نیکولاس براون نیز در ۱۴ آوریل ۲۰۱۵ به عنوان معشوق‌های دختران متفاوت در داستان‌های متفاوت اضافه شدند. براون نقش اصلی و معشوق شخصیت جانسون خواهد بود. منتزوکاس نیز نقش معشوق شخصیت بری را بازی خواهد کرد.
این کار دومین همکاری الیسون بری با داکوتا جانسون و منتزوکاس خواهد بود. او نخستین بار به ترتیب در فیلم‌های پنج سال نامزدی و خوابیدن با دیگران با آن‌ها همبازی شد.